# Křížová cesta (Pecka)
Křížová cesta v Pecce na Jičínsku se nachází v centru města na vnější straně obvodové zdi kostela Svatého Bartoloměje. Spolu s kostelem je chráněna jako nemovitá Kulturní památka České republiky.

## Historie
Křížovou cestu tvoří barokní kamenné reliéfy od Josefa Ledra, řezbáře a kameníka z Prahy, vsazené do vnější zdi kostela Svatého Bartoloměje. Zhotoveny byly roku 1772. Původně byly vsazeny do hřbitovní zdi kolem kostela, po zrušení hřbitova roku 1866 a po zboření zdi byly přemístěny.